# الصراط المستقيم (مجلة)

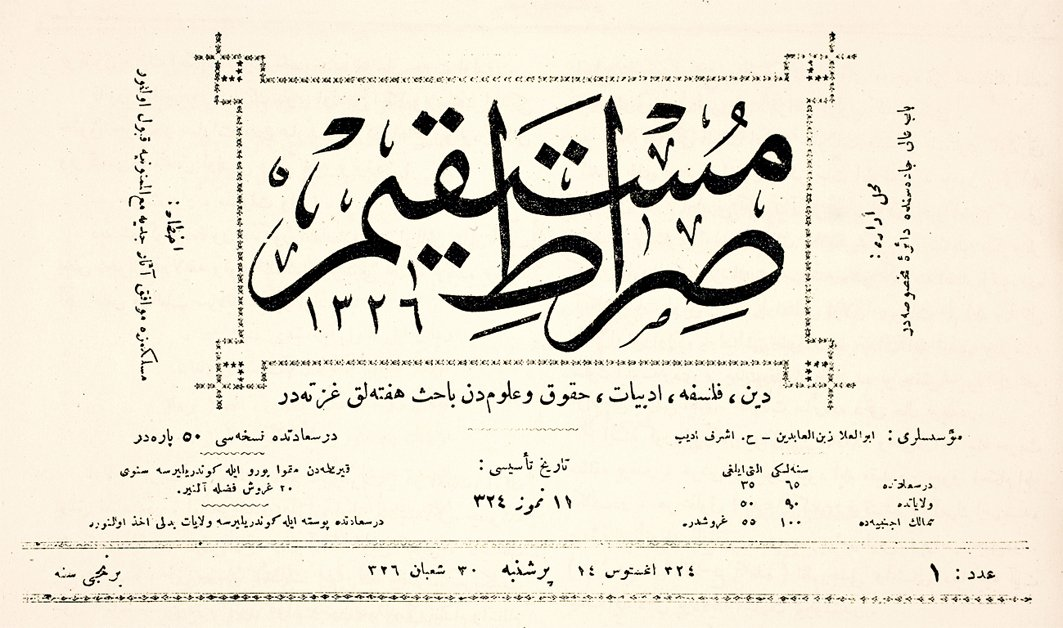
عنوان المجلة: الصراط المستقيم

الصراط المستقيم أو سبيل الرشاد كانت مجلة مطبوعة تركية أنشأها محمد عاكف إرسوي وأشرف أديب فرغان إلى جانب أبي العلا ماردين ككاتب رئيس لها في آب 1908، لنشر فكرة الإسلام تحت اسم الصراط المستقيم.

## التاريخ
بدأت المجلة بعنوان "صراط مستقيم" عام 1908. كانت مجلة إسلامية أسبوعية يرأس تحريرها محمد عاكف، ظهرت فيها الفكر الإسلامي وأطروحات الحركة الإسلامية. بعد صدور العدد 183 في عام 1912 تمت إعادة تسميتها إلى سبيل الرشاد. بين عامي 1908 و1925، تم نشر 641 عددًا. وكانت المجلة أهم مطبوعات الحركة الإسلامية خلال فترة الدستور الثاني (1908-1918). ونشرت تقريبًا جميع أجزاء كتاب الصفحات [الإنجليزية] الذي كتبه محمد عاكف. تم إغلاق المجلة في عام 1925 بموجب قانون التكرير (قانون أمر الصيانة باللغة الإنجليزية، وتغيير الأبجدية التركية من العربية إلى اللاتينية)، وأعيد تشغيلها في مايو 1948 بالأبجدية التركية اللاتينية. توقفت المجلة عن الصدور في عام 1966.
وقد ترك أبو العلا ماردين إدارى المجلة عندما أصبح نائبًا ثم أستاذًا، وظل العبء والمسؤولية الفنية للمجلة على عاتق أشرف أديب بالكامل. بسبب سوء فهم أحد أقسام مقالة صحيفة إسبارتالي حقي بعنوان "عاكف وصفحات" بتاريخ 11 مايو 1911، تقرر إغلاقها إلى أجل غير مسمى من الإدارة، ولكن بمجرد فهم الوضع، استأنفت نشرها دون تأخير.
ظلت المجلة في البداية محايدة تجاه الأحزاب السياسية، لكنها غيرت هذا الموقف بعد عام 1911. كانت إحدى المطبوعات التي دعمت حركة الاستقلال التي قادها مصطفى كمال. المجلة التي اهتمت بالحفاظ على سياسة النشر المتوافقة إلى حد كبير مع آلية الدولة وعدم أن تكون عنصرًا من عناصر الفتنة في الأجواء الهادئة لسنوات الحرب، غيرت موقفها بعد إلغاء الخلافة، وإغلاق المدارس الدينية في إطار قانون توحيد التدريس، وإلغاء وزارة الأوقاف. في الظروف العادية، لم تستخدم المجلة، التي كانت تصدر مرة واحدة في الأسبوع وست عشرة صفحة في الأسبوع، مواد مصورة مثل الصور الفوتوغرافية والصور، باستثناء ستة أعداد.
صدرت المجلة في إسطنبول، وتم توزيعها على العديد من مناطق الأناضول. وقد تمكنت من تحديد أجندة المسلمين في روسيا والهند والشرق الأوسط.
من بين مؤلفي المجلة الأسبوعية عبد العزيز كافيش ، بركت زاد إسماعيل حقي ، بابان زاده أحمد نعيم ، فريد كام ، محمد فخر الدين ، إسماعيل حقي من إزمير ، طاهر المولوي ، أكسكيلي أحمد حمدي ، محمد شمس الدين غونالتي ، إسماعيل. حقي منستير ، محمد طاهر من بورصة ، يوسف أكشورا وأحمد آغا أوغلو [الإنجليزية].
وكانت السياسة العامة للمجلة تدور حول الوحدة الإسلامية، والأخلاق الإسلامية، والعودة إلى القرآن والسنة، والاعتماد على التكنولوجيا الأوروبية فقط. في آذار 1951، نظم طلاب جامعيون يساريون مظاهرات احتجاجية ضد كل من صحيفة سبل الرشاد وبويوك دوغو بسبب نهجهما الديني، وتم اعتقالهم من القوات التركية.

## المشتقات
بعد مرور 50 عامًا، عادت دار نشر سييل الرشاد للنشر من خلال فاتح بيهان في أنقرة مرة أخرى في 14 آب 2016.
صدرت المجلة في اليوم الرابع عشر من كل شهر حتى شباط 2017. اعتبارًا من آذار 2017، بدأ ظهورها في اليوم الأول من كل شهر وزاد عدد صفحاته إلى 56. وبالإضافة إلى ذلك، يتم تضمين ما بين ستة إلى ثمانية مقالات بلغات أخرى غير التركية في كل إصدار في الفترة الجديدة من مجلة سبيل الرشاد. في عدد يناير 2017 من صحيفة سبيل الرشاد، ظهر مقال الرئيس الثاني عشر، رجب طيب أردوغان ، لأول مرة.